# Loris Reina
Loris Reina (Marsiglia, 10 giugno 1980) è un ex calciatore francese, di ruolo difensore.